# Okręg Langon
Okręg Langon (fr. Arrondissement de Langon) – okręg w południowo-zachodniej Francji. Populacja wynosi 120 tysięcy.

## Podział administracyjny
W skład okręgu wchodzą następujące kantony:
- Auros,
- Bazas,
- Cadillac,
- Captieux,
- Grignols,
- Le Réole,
- Langon,
- Monségur,
- Pellegrue,
- Podensac,
- Saint-Macaire,
- Saint-Symphorien,
- Sauveterre-de-Guyenne,
- Targon,
- Villandraut.